# سطام بن عبد العزيز آل سعود
الأمير سطّام بن عبد العزيز آل سعود (21 يناير 1941 - 12 فبراير 2013)، أمير منطقة الرياض سابقاً. هو الابن الثلاثون من أبناء عبد العزيز آل سعود الذكور ووالدته هي الأميرة موضي، وأخٌ شقيق لـ ماجد بن عبد العزيز آل سعود و الأميرة هيا بنت عبد العزيز آل سعود و سلطانة بنت عبد العزيز آل سعود والأميرة جوزاء بنت عبد العزيز آل سعود.

## عن حياته
بدأ الأمير سطام بن عبد العزيز آل سعود دراسته الأولى في مدرسة الأمراء، ثم التحق بمعهد الأنجال بمعهد العاصمة النموذجي، وانتقل بعام 1960 للدراسة في كامبريدج في إنجلترا والولايات المتحدة. في عام 1965 حصل على درجة البكالوريوس في إدارة الأعمال من جامعة سان دييغو الأمريكية. وفي 25 مايو 1975 حصل على الدكتوراه الفخرية من الجامعة ذاتها.
في 7 ذو القعدة 1387 هـ الموافق 6 فبراير 1968 عُيِّن وكيلاً لإمارة منطقة الرياض، واستمر في المنصب حتى 1 رجب 1399 هـ الموافق 27 مايو 1979 عندما عُيِّن نائبًا لأمير منطقة الرياض.
في 9 ذو الحجة 1432 هـ الموافق 5 نوفمبر 2011 عُيِّن أميراً لمنطقة الرياض حتى وفاته 2 ربيع الثاني 1434 هـ الموافق 12 فبراير 2013.

## الأسرة
متزوج من الأميرة شيخة بنت عبد الله آل سعود، وأنجبا:
- الأميرة هالة بنت سطام بن عبد العزيز آل سعود. متزوجة من الأمير فيصل بن محمد بن سعود الكبير آل سعود .
- الأمير عبد العزيز بن سطام بن عبد العزيز آل سعود. متزوج من كريمة الأمير محمد بن سعد الثاني بن عبد الرحمن آل سعود.
- الأميرة نجلاء بنت سطام بن عبد العزيز آل سعود. متزوجة من الأمير تركي بن بندر بن عبد العزيز آل سعود.
- الأمير فيصل بن سطام بن عبد العزيز آل سعود. سفير خادم الحرمين الشريفين لدى جمهورية ايطاليا ومتزوج من الأميرة جواهر بنت محمد بن نواف بن عبد العزيز آل سعود. وله من الأبناء سطام ومنصور ومضاوي وماجد.

## الوفاة
توفي الأمير سطام بن عبد العزيز آل سعود عصر يوم الثلاثاء 2 ربيع الثاني 1434 هـ الموافق 12 فبراير 2013 في مدينة الرياض بعد معاناة طويلة من مرض السرطان وأعلن وفاته الديوان الملكي السعودي في بيان رسمي. وقد صُلي عليه صلاة الميت في جامع الإمام تركي بن عبد الله بالرياض، ثم نقل إلى مكة المكرمة ليدفن في مقبرة العدل تنفيذاً لوصيته.